# Bhamo

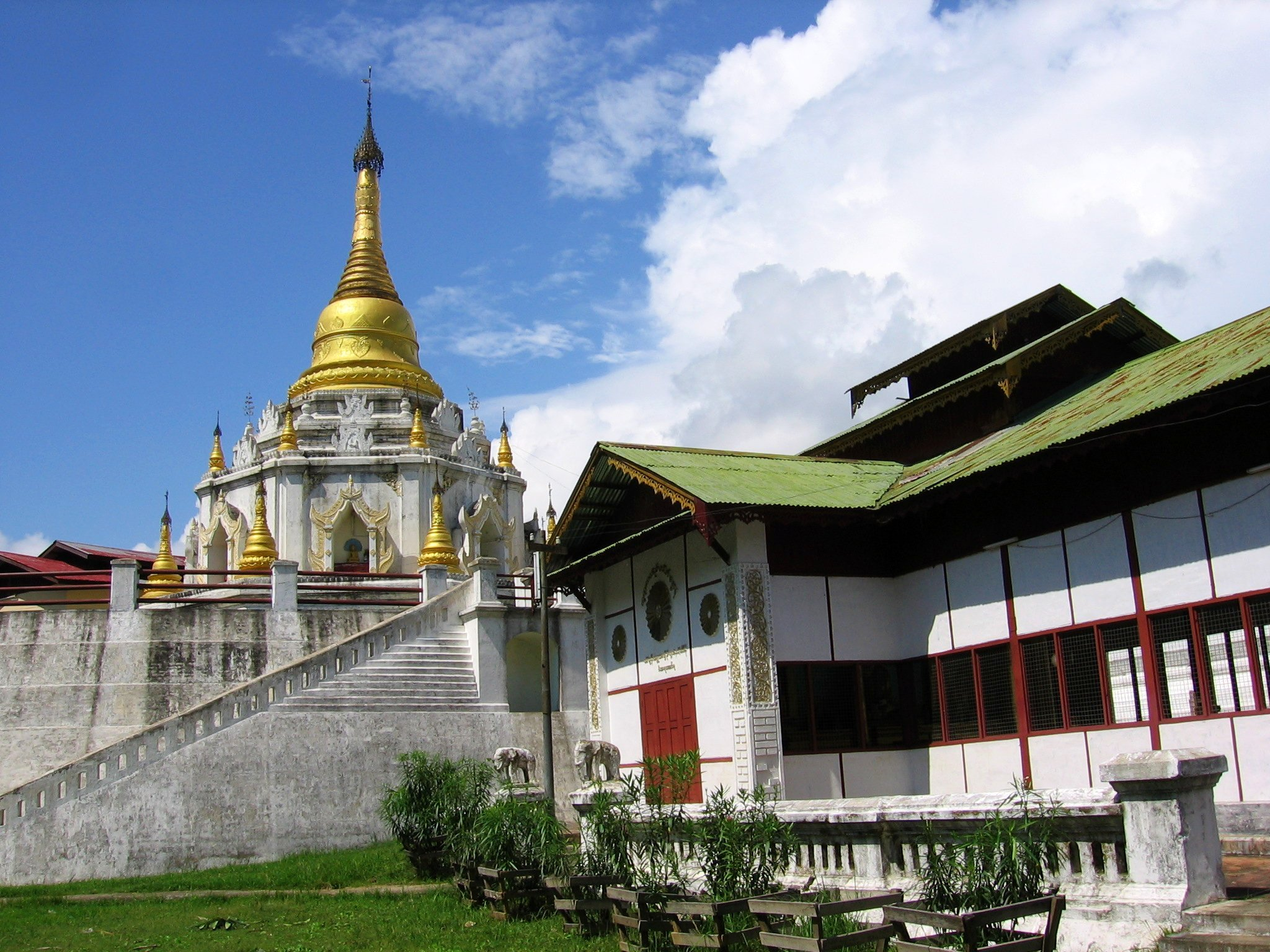
Shwe Kyina Pagode

Bhamo oder Banmaw (birmanisch ဗန်းမော်မြို့; BGN/PCGN: banmawmyo; chinesisch Sin-kai, „Neumarkt“; andere Varianten: Bhamr, Bamo oder Bhanmo) ist eine Stadt im Kachin-Staat im Norden von Myanmar (Birma) an der Grenze zur Volksrepublik China.

## Lage
Bhamo liegt 186 km südlich von Myitkyina, der Hauptstadt des Kachin-Staats, am östlichen Ufer des Irrawaddy unterhalb der Einmündung des Taping. Der Irrawaddy ist von hier aus schiffbar. Bhamo ist gleichzeitig der China am nächsten gelegene Flusshafen. Hier verkehrt das Flusskreuzfahrtschiff Road to Mandalay von Rangun aus.

## Verkehr
- Bhamo Airport (IATA: BMO, ICAO: VYBM)

## Bevölkerung
Die Bevölkerung besteht aus Chinesen und Shan sowie Kachin, die sich in den nahe gelegenen Bergdörfern niedergelassen haben.

## Geschichte
Der alte Name von Bhamo lautet Sampanago. Hier befand sich die Hauptstadt des untergegangenen Shan-Königreiches Manmaw. Etwa 5 km außerhalb der heutigen Stadt sind noch die Ruinen des alten Festungswalls zu sehen.
Im 19. Jahrhundert war Bhamo eine bedeutende Handelsstadt. Insbesondere in der Zeit zwischen Oktober und Mai trafen sich hier alljährlich Chinesen und Birmanen, um Seide, Manufaktur- und andere Waren zu handeln. Nur die Regenzeit unterbrach das Treiben. Birma führte seinerzeit hauptsächlich Baumwolle, Serpentinstein, Elfenbein, Horn des Nashorns und Bernstein aus und Quecksilber, Zink, Zinnober, Samt und Opium ein. Englische Dampfer mit flachen Schleppschiffen vermittelten den Verkehr mit Rangun.
Großbritannien versuchte vergebens, von hier aus den Handel mit dem südwestlichen China aufzubauen. Der Versuch scheiterte an der Landesnatur, denn zwischen Bhamo und Yunnan liegen hohe schneebedeckte Bergketten.

## Religion
Banmaw ist Sitz eines römisch-katholischen Bischofs.

## Einreise
Die Stadt Bhamo ist nur mit einem speziellen Visum zu betreten.